# Bodarps socken
Bodarps socken i Skåne ingick i Skytts härad, uppgick 1967 i Trelleborgs stad och området ingår sedan 1971 i Trelleborgs kommun och motsvarar från 2016 Bodarps distrikt.
Socknens areal är 7,50 kvadratkilometer varav 7,47 land. År 2000 fanns här 232 invånare.  Nordöstra delen av tätorten Skegrie och kyrkbyn Bodarp med sockenkyrkan Bodarps kyrka ligger i socknen. 

## Administrativ historik
Socknen har medeltida ursprung. 
Vid kommunreformen 1862 övergick socknens ansvar för de kyrkliga frågorna till Bodarps församling och för de borgerliga frågorna bildades Bodarps landskommun. Landskommunen uppgick 1952 i Skegrie landskommun som uppgick 1967 i Trelleborgs stad som ombildades 1971 till Trelleborgs kommun. Församlingen uppgick 2002 i Hammarlövs församling.
1 januari 2016 inrättades distriktet Bodarp, med samma omfattning som församlingen hade 1999/2000.  
Socknen har tillhört län, fögderier, tingslag och domsagor enligt vad som beskrivs i artikeln Skytts härad. De indelta soldaterna tillhörde Södra skånska infanteriregementet, Skytts kompani och Skånska dragonregementet, Haglösa skvadron, Haglösa kompani.

## Geografi
Bodarps socken ligger nordväst om Trelleborg. Socknen är en odlad slättbygd på Söderslätt.

## Fornlämningar
Boplatser, lösfynd, fyra dösar och en gånggrift från stenåldern är funna. Från bronsåldern finns tre gravhögar. Tre flatmarksgravfält från järnåldern finns här också. 

## Namnet
Namnet skrevs 1348 Botherup och kommer från kyrkbyn. Efterleden är torp, 'nybygge'. Förleden innehåller troligen mansnamnet Boti..
Förr skrevs namnet även Bonderups socken.